# Kaiser Jeep
Kaiser Jeep Corporation, llamado también Kaiser Jeep, fue un fabricante estadounidense especializado en la industria automotriz. Esta compañía, fue el resultado de la fusión entre la Kaiser Motors de Henry John Kaiser y la Willys-Overland Motors de John North Willys, que tuvo lugar en 1953, pero que adoptó la denominación Kaiser-Jeep a partir de 1963. Durante ese período, Kaiser además de intentar reorganizar su empresa, también apoyó un plan de expansión a nivel internacional, del cual se desprendieron las creaciones de IKA en Argentina y Willys Overland en Brasil. Tras un breve período de producción, en 1970 fue absorbida por la American Motors, que además de asumir el control de las filiales de Argentina y Brasil, mantuvo viva la producción de la marca de utilitarios Jeep.

## Historia

### Preludio
Tras haberse fundado en el año 1908, Willys-Overland se encontraba en una situación financiera complicada, luego de lo que fue la Gran Depresión de los años 1930 y había logrado reestablecerse medianamente a partir de la producción de los todoterreno Willys MB, para el ejército de los Estados Unidos durante la Segunda Guerra Mundial. Por su parte, Kaiser Motors había sido fundada en agosto de 1945 bajo el nombre de Kaiser-Frazer Corporation y como resultado de la fusión de las empresas Henry J. Kaiser Company y Graham-Paige.
En primer lugar, Henry John Kaiser había decidido asociarse a Joseph W. Frazer, con el objetivo de crear una nueva compañía de automóviles. Kaiser había decidido su incursión en la industria automotriz, luego de su exitoso paso por la industria naval (donde fue artífice de los buques Clase Liberty de la Segunda Guerra Mundial) y por la metalúrgica. Por su parte, Frazer era un empresario ya adentrado en el universo automotriz, ya que supo trabajar junto a Walter Percy Chrysler (antes y durante la fundación de su empresa Chrysler) en 1923 y luego en la Willys-Overland Motors en 1939, hasta recalar en la Graham-Paige en 1944, asumiendo su presidencia y presentando una vez finalizada la Guerra, un automóvil denominado Frazer.
Sin embargo, ambos industriales se encontraron con un presupuesto muy acotado para poder llevar a cabo sus metas de producir automóviles en la posguerra, por lo que tras coincidir en sus búsquedas de apoyo para concretar sus visiones, decidieron aunar esfuerzos, creando el  25 de julio de 1945 la Kaiser-Frazer Corporation, compañía que dos años después se haría con la totalidad de las acciones de la Graham-Paige. El organigrama de Kaiser-Frazer se dividía en dos grupos internos diferenciados, siendo estos la Kaiser Manufacturing Company y la Graham-Paige Company. El reparto de actividades de la empresa, indicó que Kaiser Manufacturing fabricaba sus propios vehículos, mientras que lo que se denominaba Graham-Paige hacía lo propio con los automóviles marca Frazer y también lanzaría una línea de maquinaria agrícola. Para sus cuarteles generales, el equipo alquiló la vieja planta Willow Run, que fue levantada por Ford  entre Ypsilanti y Belleville y que tras la Guerra pasó a manos de la Administración Nacional de Activos de Guerra.
A pesar de las intenciones de ofrecer modelos innovadores, frente a la competencia de los llamados Tres Grandes que continuaban con la producción de modelos de preguerra, fue justamente la renovación de diseños lanzada por estas firmas lo que precipitó al ocaso a la compañía. A pesar de la merma de ventas experimentada en 1949, Kaiser presionó para aumentar la producción, provocando un excedente que tardó en venderse hasta 1950. Aquella política fue duramente cuestionada por Frazer, quien en 1953 decidió abandonar la empresa.
Si bien Frazer se retiró de la empresa en 1953, su renuncia como presidente fue presentada en 1949 y la presidencia de la Kaiser-Frazer fue asumida por Edgar Kaiser, hijo mayor de Henry Kaiser. John Frazer se mantuvo en la empresa hasta 1953 como consultor de ventas y vicepresidente de la junta directiva. Tras su salida, Edgar Kaiser propuso una reunión de junta directiva por la cual, se tomó la decisión de modificar la denominación de la compañía, pasando a ser conocida como Kaiser Motors Corporation. Una de sus primeras acciones fue el enfoque de la producción en la marca Kaiser y la desaparición de la marca Frazer.
Si bien, Kaiser Motors se convirtió en el principal accionista de la compañía, meses antes de la creación de la misma, la división Kaiser Manufacturing Company (que más allá de su dependencia de la Kaiser-Frazer, poseía facultad de poder adquisitivo propia) resolvió adquirir un porcentaje de activos y pasivos de la empresa Willys-Overland Motors, convirtiéndola en la Willys Motors Incorporated y asumiendo el control mayoritario de su paquete accionario. La adquisición de esta empresa (histórica para el mercado automotor estadounidense, por haber sido pionera en la producción del todoterreno Jeep), le permitió en 1954 a Kaiser Motors trasladar sus cuarteles generales a las plantas de Willys en Toledo, Ohio.

### Creación de Kaiser Jeep
Tras haberse establecido en las factorías de Willys en Toledo, el equipo directivo de Henry John Kaiser decide establecer la creación de una sociedad de cartera a expensas de Kaiser Motors, para administrar las actividades de Kaiser Manufacturing y de Willys Motors, junto a otras actividades industriales pertenecientes a Kaiser. De esta manera, en 1955 se produjo una nueva modificación en la denominación de Kaiser Motors, pasando a llamarse Kaiser Industries Corporation, mientras que Kaiser Manufacturing fue definitivamente fusionada a Willys, creándose la empresa Kaiser-Willys Corporation. A pesar de esto, los continuos embates de la competencia provocaron que Kaiser enfoque su producción en los utilitarios de origen Willys, eliminando en 1955 la producción de automóviles de turismo tanto de la marca Kaiser como de Willys en el mercado estadounidense, aunque buscando nuevos horizontes para continuar sus producciones.
De esta forma, en los Estados Unidos se mantuvo en pie la producción de los uitilitarios Willys, entre los que se encontraban los Jeep CJ, mientras que la producción de automóviles fue traspasada a Argentina y Brasil, siendo establecidas en ambos países las empresas Industrias Kaiser Argentina y Willys-Overland do Brasil respectivamente. En la primera, los primeros vehículos desarrollados y producidos en ese país fueron versiones nacionales del Jeep Civilian (que fueron bautizados como Jeep IKA) y del automóvil Kaiser Manhattan (redenominado como Kaiser Carabela). Al mismo tiempo, fue celebrado un acuerdo con el fabricante italiano Alfa Romeo para la producción bajo licencia de una versión del modelo Alfa Romeo 1900, que fue bautizado como Kaiser Bergantín. Por el lado de Brasil, la producción contempló la fabricación de versiones nacionales de los productos Willys, entre los que se destacaron el Willys Aero y un desarrollo local denominado Willys Itamaraty, en tanto que la línea utilitaria se completaba con los Willys Jeep Station Wagon y los Willys Jeep Truck.
Pero en el mercado estadounidense, la producción continuó enfocada en los utilitarios de la marca Willys, siendo el Jeep CJ el principal exponente. Junto a él, fueron lanzadas las diferentes versiones del Willys Jeep Station Wagon y los camiones Jeep Forward Control, los cuales fueron presentados en el año 1957. En 1962 se produjo un hito en la industria automotriz, al ser presentado el Jeep Wagoneer, vehículo todoterreno cerrado para pasajeros, considerado como precursor de los SUV y predecesor del Jeep Cherokee. Al mismo tiempo, fue presentada la versión pickup de este modelo, la cual fue bautizada como Jeep Gladiator. La producción de los vehículos Willys comenzó a ser redituable para la compañía, la cual decidió en 1963 promover un nuevo cambio de denominación, con el fin de eliminar la legendaria denominación Willys, para sustituirla por la denominación Jeep. De esta forma, la empresa pasó a ser conocida como Kaiser Jeep Corporation, manteniendo su propiedad en todas las empresas dependientes de su sociedad de cartera.

### Fin de producción
En 1967, la novel Kaiser Jeep decidió reflotar la producción del "Jeepster", vehículo todoterreno que fuera producido entre 1948 y 1950 por Willys, aunque en esta oportunidad basado en el Wagoneer. Este modelo fue presentado y ofrecido como Jeepster Commando y se trató de una versión acotada del Wagoneer, que venía disponible en tres tipos de carrocería: roadster, pickup y convertible. A la par de este coche, se mantuvieron las producciones de los Jeep CJ, Station Wagon, Truck, FC, Gladiator y Wagoneer.
Sin embargo, a pesar de mantener la producción de la marca Jeep en el mercado estadounidense y de la notable producción de sus vehículos en sus filiales sudamericanas, en 1969 Henry John Kaiser anuncia su intención de retirarse del mercado automotriz, por lo que hizo pública su intención de vender la compañía. En ese sentido, la American Motors Corporation (compañía surgida de la unión entre la Nash-Hudson Company y la Jefferies Company, a su vez productora de la marca Rambler) se presentó como principal oferente, manteniendo diversas reuniones con Kaiser con el fin de adquirir su compañía. Tras varias negociaciones, el acuerdo se terminó de firmar en 1970, por lo cual AMC terminó adquiriendo el total de la Kaiser Industries Corporation, convirtiendo a la Kaiser Jeep en la división Jeep Corporation y manteniendo la producción de la marca Jeep. Al mismo tiempo, la división Kaiser Manufacturing fue convertida en la división AM General, especializada en la producción de vehículos militares, mientras que el control de la producción de las filiales sudamericanas de Kaiser y Willys fue asumido por AMC, quienes ya en 1965 habían celebrado un acuerdo con Kaiser Jeep para ingresar al capital de Industrias Kaiser Argentina, iniciando la producción de la línea Rambler.

## Línea temporal
Evolución de la marca Jeep y de su propietaria actual FCA US

## Productos

### Kaiser-Willys (1953-1962)
- Kaiser Manhattan
- Kaiser Darrin
- Willys Jeep CJ
- Willys Jeep Station Wagon
- Willys Jeep Truck
- Willys Jeep Forward Control (FC)
- Willys Jeep Wagoneer
- Willys Jeep Gladiator

### Kaiser-Jeep (1963-1970)
- Jeep CJ
- Jeep Station Wagon
- Jeep Truck
- Jeep Forward Control (FC)
- Jeep Wagoneer
- Jeep Cherokee
- Jeep Gladiator
- Jeepster Commando

### Industrias Kaiser Argentina (1956-1962)
- IKA Jeep (versión argentina del Jeep CJ)
- IKA Estanciera (versión argentina del Jeep Station Wagon)
- IKA Baqueano (versión argentina del Jeep Truck)
- Jeep Gladiator
- IKA Bergantín (versión argentina del Alfa Romeo 1900)
- Kaiser Carabela  (versión argentina del Kaiser Manhattan)
- Jeep Frontal (versión nacional del Jeep FC)